# Karel Franta
Karel Franta (1. května 1928 Libčice nad Vltavou – 19. července 2017 Praha) byl český malíř a ilustrátor.

## Život
Vyučil se v Praze kreslířem grafiky. Seznámil se s významnými výtvarníky tvořícími pro děti, mj. Jiřím Trnkou a Helenou Zmatlíkovou. Později vystudoval Akademii výtvarných umění u Miloslava Holého a Vladimíra Sychry. Po absolvování působil jako ilustrátor v dětských časopisech, také ilustroval řadu dětských knih, mimo jiné Lev Leopold (Reiner Kunze). K jeho zájmům patřila též hudba – řada jeho ilustrací se zabývá hudební tematikou. Byl oceněn vyznamenáním OSN Grand Prix UNICEF, je taktéž zapsán na čestné listině Mezinárodního sdružení pro dětskou knihu. Uspořádal několik desítek samostatných i kolektivních výstav.
Zemřel po dlouhé nemoci na srdeční infarkt.